# Абулхава, Сьюзан
Сьюзан Абулхава (араб. سوزان أبو الهوى‎, род. 3 июня 1970, Кувейт) — палестинско-американская писательница и правозащитница. Она является автором нескольких книг и основателем неправительственной организации Playgrounds for Palestine. Она живёт в Пенсильвании. 
Её первый роман «Утро в Дженине» был переведён на 32 языка и продан тиражом более миллиона экземпляров. Её второй роман «Синяя полоса между небом и водой» до релиза был продан на 19 языках и опубликован на английском языке в 2015 году. Её третий роман «Против мира без любви» был выпущен в августе 2020 года и также получил признание критиков.

## Ранние годы и образование
Родители Абулхавы, родившиеся в Ат-Туре в Иерусалиме, были беженцами войны 1967 года. Её отец, согласно одному сообщению, «был изгнан под дулом пистолета; её мать, которая в то время училась в Германии, не смогла вернуться, и пара воссоединилась в Иордании, прежде чем переехать в Кувейт, где в 1970 году родилась Абулхава».
Её родители разошлись вскоре после её рождения, и детство Абулхавы было бурным, она перемещалась между Кувейтом, США, Иорданией и Палестиной. Она жила в Дар-эль-Тифле, иерусалимском приюте, в течение трёх лет до 13 лет, когда Израиль выслал её за отсутствие надлежащих документов, хотя история её семьи восходит к двум деревням, относящимся к первому веку.
В 13 лет Абулхава приехала в США, где некоторое время жила со своим отцом, прежде чем попасть в систему приёмных родителей в США. Она оставалась под опекой суда, пока не освободилась в возрасте 17 лет и не закончила среднюю школу, колледж и аспирантуру самостоятельно.
До написания своей первой книги Абулхава сделала успешную карьеру в области биомедицинских наук — работала исследователем в фармацевтической компании.
Помимо трёх романов, в 2013 году Абулхава опубликовала сборник стихов под названием «Мой голос искал ветер».
Абулхава является основателем Playgrounds for Palestine, неправительственной организации, которая защищает интересы палестинских детей, строя игровые площадки в Палестине и лагеря беженцев ООН в Ливане. Первая детская площадка была построена в начале 2002 года.

## Активизм
Она участвует в кампании за бойкот, изоляцию и санкции, а также выступает в качестве спикера Аль-Ауда, коалиции за право на возвращение.

### Бойкот, изоляция и санкции
Абулхава подписалась под бойкотом против Израиля, включая культурный бойкот. Она выступила с основным докладом на одной из первых конференций BDS в кампусе Пенсильванского университета.
Абулхава считает движение BDS, согласно профилю за 2012 год, «одним из наиболее эффективных способов защиты прав палестинцев и достижения справедливости против продолжающихся этнических чисток Израиля».
Она сравнивает политику Израиля с апартеидом в Южной Африке. В 2013 году Абулхава отклонила приглашение Аль-Джазиры принять участие в обсуждении израильско-палестинского вопроса с несколькими израильтянами, в том числе с теми, кто резко критиковал политику Израиля.

### «Утро в Дженине»
Роман Абулхавы «Утро в Дженине», опубликованный в 2010 году издательством Bloomsbury, был переведён на арабский язык издательством Bloomsbury Qatar Foundation Publishing. Он также был переведён как минимум на два десятка других языков и стал международным бестселлером.
Французский писатель и философ Бернар-Анри Леви назвал «Утро в Дженине» «концентрацией антиизраильских и антиеврейских клише, маскирующихся под литературу». В ответ Абулхава назвала Леви «французской поп-звездой философии и интеллектуального элитаризма» и обвинила его в «очернении»: «Он просто использует слово «антисемитизм», чтобы дискредитировать любое негативное изображение Израиля… Г-н Леви обвиняет нас в «демонизации Израиля», хотя на самом деле все, что мы делаем, это отдёргиваем завесу, пусть и слегка, чтобы показать тёмную правду, которую он хочет скрыть. Я подозреваю, что мистер Леви считает, как и большинство еврейских сторонников Израиля, что он имеет больше прав на фермы моего деда, чем я. В конце концов, это действительно основа Израиля, не так ли?»
Filmworks Dubai купила права на экранизацию «Утра в Дженине», планируя начать производство в конце 2013 года. Анна Солер-Понт, глава агентства Pontas, продавшего права на экранизацию романа, сказала: «Это будет специальный проект. Эпических фильмов о Палестине пока нет». Однако вскоре после этого продюсер скончался, и права вернулись к ней. Другой продюсер недавно приобрёл права на телесериал.

## Другая профессиональная деятельность
Помимо написания художественной литературы и активной деятельности, Абулхава иногда работала писателем-медиком, создавая статьи для рецензируемых медицинских и научных журналов.

## Труды

### Романы
- Утро в Дженине[англ.] (Bloomsbury, 2010, ISBN 978-1608190461).
- The Blue Between Sky and Water (Bloomsbury, 2015, ISBN 978-1632862228).
- Against the Loveless World (Bloomsbury, 2020, ISBN 978-1526618801).

### Другое
- Shattered Illusions, anthology (Amal Press, 2002) [20]
- Searching Jenin, anthology (Cune Press, 2003)[20]
- Seeking Palestine: New Palestinian Writing on Exile and Home anthology (2012)[21]
- My Voice Sought The Wind, poetry collection (Just World Books, November 2013)[22]
- This Is Not A Border: Reportage & Reflections from the Palestine Festival of Literature (2017)[23]

## Награды
- Премия Эдны Андраде[англ.] The Leeway Foundation за художественную и научно-популярную литературу [24]
- Премия за лучшую художественно-историческую книгу[25]
- Палестинская книжная премия MEMO[26]
- Премия Мемориального фонда Барбары Деминг[англ.][27]
- Финалист премии Aspen Words
- Премия арабо-американского музея за художественную литературу
- Палестинская книжная премия MEMO
- Лонг-лист премии Rathsbones Folio Prize.
- Финалист литературной премии Атенеум Филадельфии 2020 года[28]